# Jacques Derrida
Jacques Derrida ([ʒak dɛʁida] El-Biar, 15 de julio de 1930-París, 8 de octubre de 2004) fue un filósofo franco-argelino, conocido popularmente por desarrollar un análisis semiótico conocido como deconstrucción. Es una de las principales figuras asociadas con el posestructuralismo y la filosofía posmoderna.
Lo revolucionario de su trabajo ha hecho que sea considerado como el nuevo Immanuel Kant por el pensador Emmanuel Lévinas, o el nuevo Friedrich Nietzsche según Richard Rorty. Es, acaso, el pensador de finales del siglo XX que más polémicas ha levantado, por su iconoclasia y por su empeño crítico. Algunos consideran que logró realizar el sueño nietzscheano del filósofo-artista. Algunos expertos como Ángel Gabilondo lo señalan como el máximo exponente de la corriente denominada filosofía de la diferencia.

## Biografía
Nació en el seno de una familia judía sefardí, originaria de Toledo y de clase media acomodada. Sufrió la represión del gobierno de la Francia de Vichy y fue expulsado en octubre de 1942 de su instituto argelino por motivos racistas. Ese trauma, que recordaría toda su vida, le ayudaría a construir su personalidad.
Como compensación, de joven participó en numerosas competiciones deportivas, y soñó con ser futbolista profesional. Pero ya en esa época descubrió y leyó con pasión no solo a los novelistas clásicos sino también a filósofos y escritores como Albert Camus, Antonin Artaud, Paul Valéry, Rousseau, Nietzsche y André Gide.
Pasó a Francia. Tras cuatro años de clases preparatorias literarias en el liceo Luis el Grande de París, y con la nostalgia de su lugar natal, ingresó en la Escuela Normal Superior francesa en 1952; allí descubrió a Kierkegaard, a Martin Heidegger y a Louis Althusser. Pronto se hizo gran amigo de su tutor Louis Althusser, un afecto que duró de por vida a pesar de las diferencias ideológicas y de la tragedia del segundo. Este dijo que su alumno era un «gigante» de la filosofía francesa. Otro de sus docentes fue Maurice de Gandillac.
Después, obtuvo una beca para estudiar en la Universidad Harvard (posteriormente dio clases en universidades de los Estados Unidos, principalmente Universidad Johns Hopkins, Universidad Yale y Universidad de Nueva York). Se casó en junio de 1957 con Marguerite Aucouturier, traductora y futura psicoanalista (con quien tuvo dos hijos: Pierre, nacido en 1963 y Jean, en 1967). Meses después volvió a Argelia, en calidad de recluta para cumplir su servicio militar. Solicitó ser destinado como maestro en una escuela para hijos de soldados, en Koléa, cerca de Argel. Durante más de dos años fue soldado, pero sin usar el uniforme militar, y enseñó francés e inglés a jóvenes argelinos y franceses. En la antigua colonia trató al futuro sociólogo Pierre Bourdieu. Severo crítico de la política de Francia en Argelia, soñó con una forma de independencia que permitiese la convivencia entre argelinos y franceses.
En 1959 enseñó por vez primera en el liceo de Le Mans. En 1964 logró el premio Jean Cavaillès de Epistemología por su traducción de El origen de la geometría de Edmund Husserl, con una enorme introducción. En 1965, a la sombra de Althusser, obtuvo el cargo de director de estudios de la Escuela Normal Superior, en el departamento de Filosofía. Tuvo el apoyo, toda la vida, del riguroso historiador de la ciencia Georges Canguilhem.
Su participación, con un grupo de destacados intelectuales —Jean Hyppolite, Georges Poulet, Lucien Goldmann, Roland Barthes, Jean-Pierre Vernant o Jacques Lacan—, en un encuentro sobre las ciencias humanas francesas en la Universidad Johns Hopkins (Baltimore), fue decisiva. Se iniciaron sus continuos viajes a los Estados Unidos, donde consideraba tener mayor libertad y donde su pensamiento influyó notablemente de por vida. En 1967 se publicaron sus tres primeros libros. Fue un admirador de la obra de Maurice Blanchot, a quien dedicó importantes textos; y se asoció progresivamente con Jean-Luc Nancy, Philippe Lacoue-Labarthe y Sarah Kofman en diversos proyectos, por ejemplo editoriales. La Editorial Galilée, de 1971, se convertirá años después no solo en la "voz" de la Deconstrucción, y su seguro lugar para su obra, sino en una empresa selecta, que va acogiendo a grandes figuras de las letras (Bonnefoy, Quignard, Cixous, etc.). Al mismo tiempo, en 1983, fundó el Colegio Internacional de Filosofía. En 1984 lo nombran director de estudios en la Escuela de Altos Estudios en Ciencias Sociales, donde trabajó el resto de su vida. Pues al final le impidieron el acceso al Collège de France, pese a los esfuerzos de Bourdieu o, por ejemplo, Bonnefoy. Murió el 8 de octubre de 2004 en París, víctima de un cáncer pancreático, sin dejar nunca de trabajar vertiginosamente.

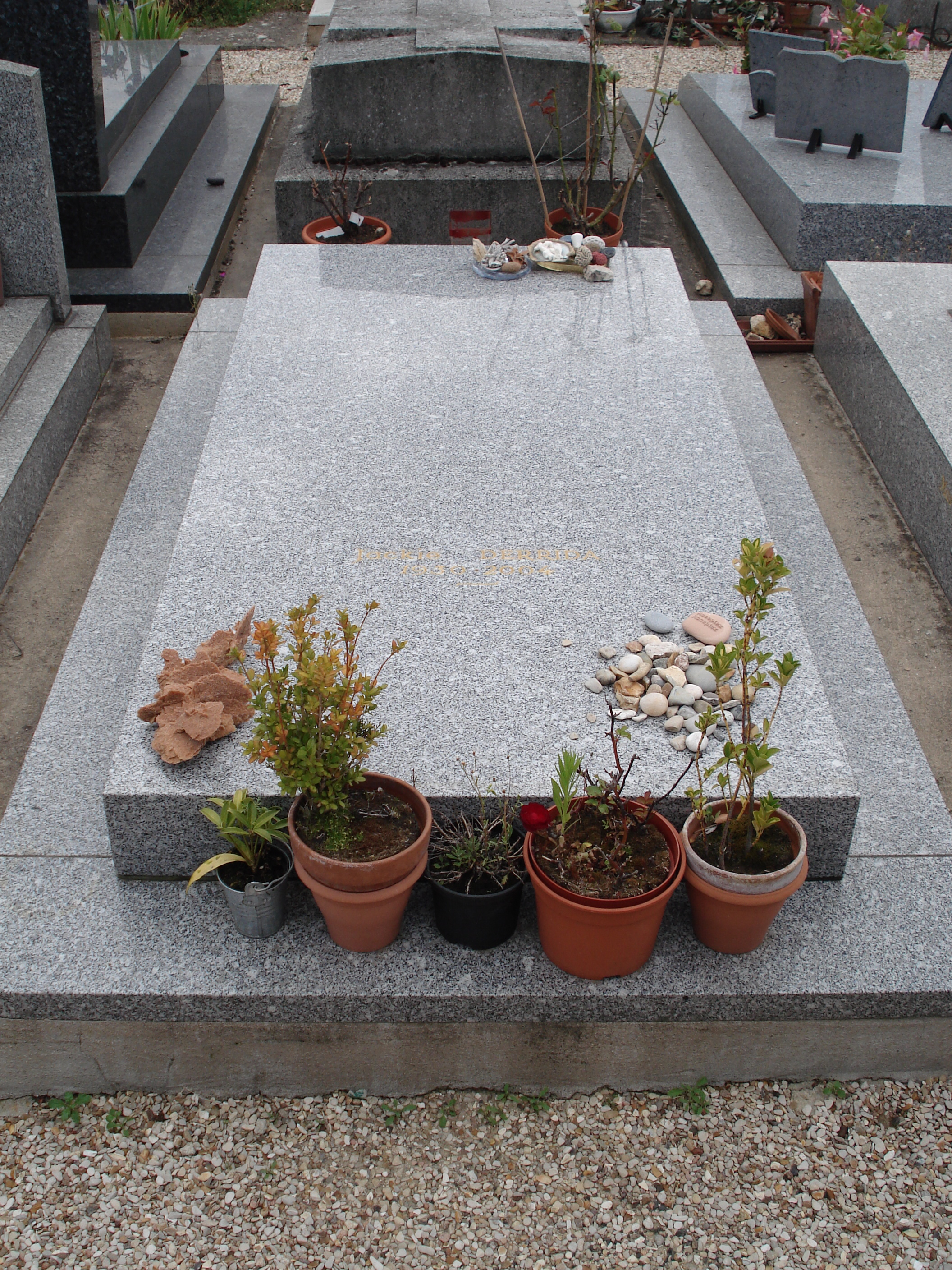
Tumba de Derrida en Ris-Orangis

Inicialmente apoyó a los estudiantes durante las protestas del Mayo del 68, pero con reservas, si bien participó en protestas. Manifestó su oposición a la guerra de Vietnam, con Los fines del hombre que leyó en Estados Unidos. En 1979 tomó la iniciativa de reunir «los Estados generales de la filosofía» en la Sorbona, para defender esta disciplina, y se implicó cada vez más en política, dominio que había aparentemente descartado de su vida profesional pero que le ocupó de por vida. En 1981 fundó la asociación Jan Hus para ayudar a los intelectuales checos disidentes. En 1981 fue encarcelado en Praga tras un seminario de filosofía clandestino y la manipulación policial de su maleta (donde introdujeron droga), pero la protesta de intelectuales y Mitterrand consiguieron liberarlo.
Desde entonces estuvo más presente en la sociedad francesa (pese a las reticencias universitarias) e incluso dejó que parte de su vida y de su imagen misma, antes oculta, fuesen visibles (como en La tarjeta postal, de 1986) y diesen motivo incluso a su propia reflexión. En 1995 perteneció al comité de apoyo, con J. P. Vernant, al candidato socialista Lionel Jospin. Fue un militante a partir de un trabajo riguroso, ajeno a las coyunturas partidistas, como se percibe bien en sus tardíos Espectros de Marx (1993) y Cosmopolitas de todos los países, ¡un esfuerzo más! (1996).
Participó en las actividades culturales a favor de Nelson Mandela, al que admiró luego por su acción política distinta de la argelina, y contra el gobierno del apartheid de Sudáfrica desde 1983. Se reunió también con intelectuales palestinos durante su visita a Jerusalén en 1988. Formó parte del colectivo «89 por la igualdad» que hacía campaña por el derecho de los inmigrantes a votar en elecciones locales. Protestó contra la pena de muerte en EE. UU., dedicando los últimos años de su seminario a la producción de argumentos no-utilitarios para su abolición, y participó en la campaña para liberar al periodista negro estadounidense condenado a muerte Mumia Abu-Jamal. Tras solidarizarse con las víctimas de los ataques del 11 de septiembre en Nueva York, puso en duda que fuese un «acontecimiento nuevo y mayor» y recordó acciones bélicas estadounidenses, y se opuso a la invasión a Irak en 2003.

## El pensamiento de Derrida

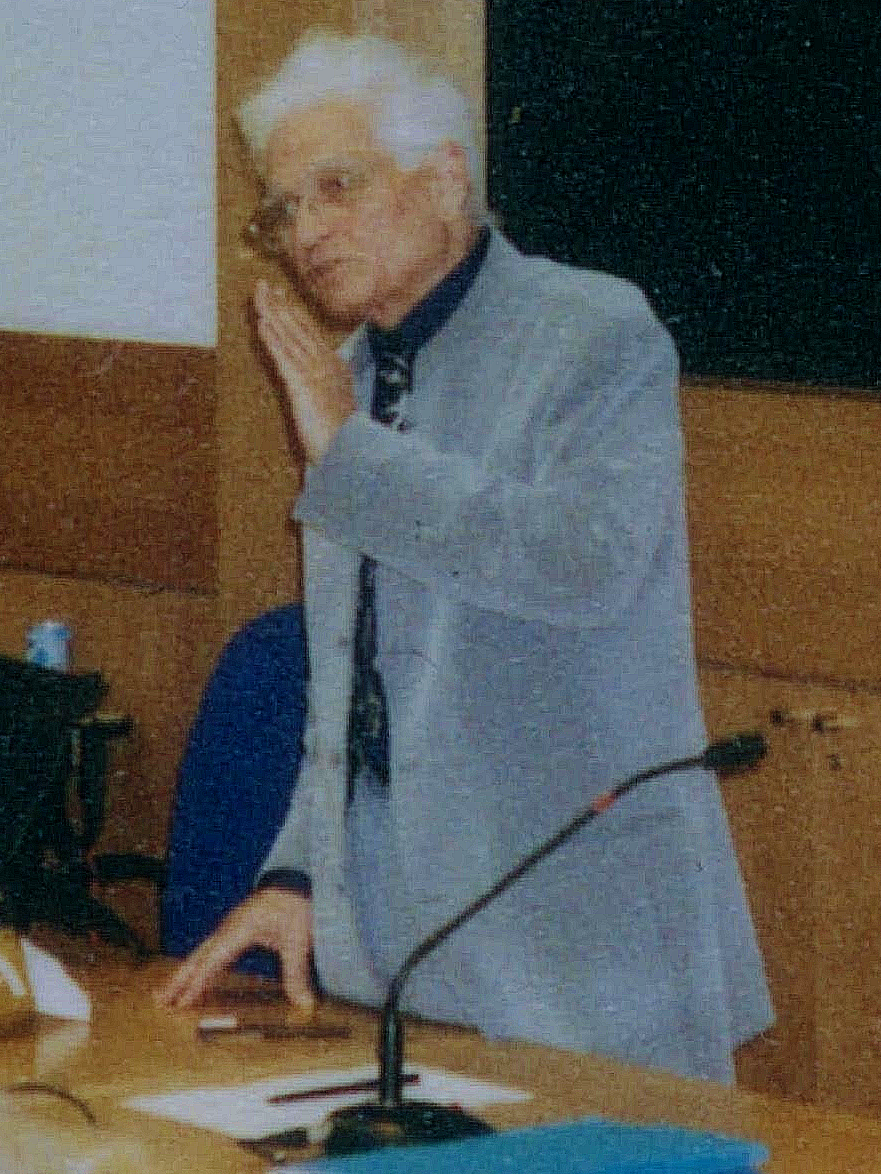
Jacques Derrida

Lo más novedoso de su pensamiento es la denominada deconstrucción. La deconstrucción es un tipo de pensamiento que critica, analiza y revisa fuertemente las palabras y sus conceptos. El discurso deconstructivista pone en evidencia la incapacidad de la filosofía para establecer una base estable, sin dejar de reivindicar su poder analítico. Cabe mencionar que la mayoría de los estudios de Derrida exponían una fuerte dosis de rebeldía y de crítica al sistema social imperante.
Como explicó el mismo Derrida en su «Carta a un amigo japonés», la voz «déconstruction» intentaba traducir y reapropiar para sus propios fines los términos heideggerianos Destruktion y Abbau, que abordaban problemas de la estructura y la arquitectura de la metafísica occidental; pero la palabra francesa, clásica, tiene variados usos, más consistentes con sus intenciones: en su caso sería un gesto «a favor» y «en contra» del estructuralismo, esto  entra en su problemática y en sus excesos. La deconstrucción se relaciona con trayectorias vastas de la tradición filosófica occidental, aunque también está ligada a disciplinas académicas diversas como la lingüística y la antropología (llamadas «ciencias humanas» en Francia), con las que polemiza cuando percibe que no participan suficientemente de las «exigencias filosóficas». El examen conceptual e histórico de los fundamentos filosóficos de la antropología, así como su uso constante de nociones filosóficas (conscientemente o no), fue un aspecto importante de su pensamiento. Entre sus influencias más notables se encuentran Friedrich Hegel, Friedrich Nietzsche, Edmund Husserl, Sigmund Freud, Ferdinand de Saussure y Martin Heidegger.
Derrida tuvo un impacto significativo en la filosofía continental europea y en la teoría literaria, en particular mediante su vínculo amistoso y literario con el crítico Paul de Man, que se traduciría en un libro suyo a la muerte de este. Sin embargo, no hay acuerdo sobre hasta qué punto existe consonancia entre la teoría de Derrida y la deconstrucción que se ha desarrollado en la crítica literaria. Derrida hizo una continua referencia a la filosofía analítica en su trabajo, en particular a John Austin, con cierta distancia crítica.
Su trabajo es frecuentemente asociado con el postestructuralismo y el posmodernismo, pero su asociación con el segundo es incierta. Lyotard es un puente más cercano entre la deconstrucción y el posmodernismo, al desarrollar sentidos filosóficos del posmodernismo, que Derrida utilizó en largos diálogos que no admiten una relación clara entre el trabajo de los dos. Figuras consideradas dentro del mismo campo de la deconstrucción se han definido de tendencias modernistas más que posmodernos.
Derrida es un filósofo que suscita adhesiones inquebrantables y detracciones no menos vigorosas. Pero es que, interesado a la vez por la filosofía y la literatura, no renunció «ni a la una ni a la otra», y de hecho pensó «mediante la misma escritura y no solo en el seno de una reflexión histórica o teórica», lo que complicaba el resultado de sus reflexiones. De hecho, como subrayó antes de su muerte, a él le había interesado mucho «dejar huellas en la historia de la lengua francesa».
Sus primeros trabajos de tono internacional —De la gramatología, La escritura y la diferencia y La voz y el fenómeno (los tres de 1967)— fueron vivamente criticados, pero también muy admirados, y para algunos son sus mejores ensayos, por los cuales empezó a enseñar en Alemania y los EE. UU. Por sus referencias a John Austin y su teoría de los actos de lenguaje, Derrida fue acusado, sobre todo por John Searle, de obstinarse en enunciar contra-verdades evidentes. En 1992, veinte filósofos firmaron contra él, reprochándole «su inadecuación a los estándares de claridad y de rigor», pero no impidieron que se le concediera el honoris causa por la Universidad de Cambridge (1992), tras una votación que logró 336 votos (frente a 204). En paralelo con la filosofía analítica, Derrida fue objeto de críticas por parte de Chomsky. Pero encontró la mayor audiencia en los Estados Unidos, que frecuentó asiduamente, sobre todo en los departamentos de ciencias políticas, literatura y estudios culturales. Su legado de buena parte de sus manuscritos en la Biblioteca de Irvine, pese a sus conflictos éticos finales, es una muestra del afecto por su población.
Maurizio Ferraris ha sintetizado así su figura como pensador: «La oscilación entre idealismo (y trascendentalismo) por una parte, y realismo, por la otra, constituye un rasgo característico de toda la filosofía husserliana, de la cual Derrida se presenta, pues, como heredero altamente innovador; y ello explica por qué, después de las resistencias iniciales, su filosofía fue ocupando paulatinamente un espacio tan central en la filosofía contemporánea».
Tras su muerte, la publicación de su obra continúa. En 2008 ha empezado por el final la vasta publicación en Galilée de sus Seminarios, que recorrerán los años en la Sorbona (1960-1964), en la Escuela Normal Superior (1964-1984), y finalmente en la EHESS (1984-2003). En 2010 apareció una primera e importante biografía de Benoît Peeters, Derrida, que ha sido traducida ya al español y al alemán.

## Premios
Fue reconocido con el doctorado honoris causa por muchas universidades: después de Cambridge, por ejemplo en Londres y en Coímbra. Y hubo y sigue habiendo numerosos coloquios sobre su obra; el último en vida tuvo lugar en Río de Janeiro, en agosto de 2004.
- 2001 - Premio Theodor W. Adorno de la ciudad de Fráncfort (Alemania)

## Algunos escritos
- La Différance
- La retirada de la metáfora
- De la gramatología (1967)

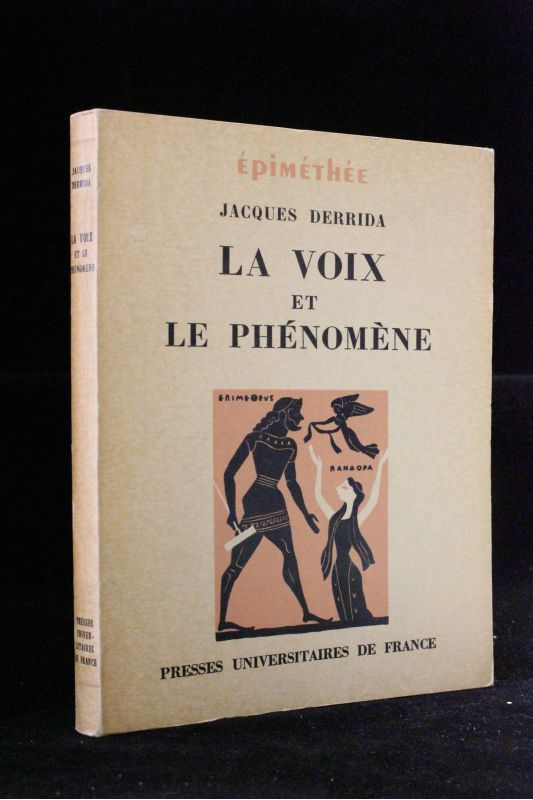
La voz y el fenómeno (1967)

- La escritura y la diferencia (1967)
- La voz y el fenómeno (1967)
- Los fines del hombre
- La diseminación (1972)
- Márgenes - de la filosofía (1972)
- Espolones. Los estilos de Nietzsche (1976)
- Sobre un tono apocalíptico adoptado recientemente en filosofía (1983)
- Mémoires pour Paul de Man:
- La tarjeta postal: De Freud a Lacan y más allá (1986)
- Del espíritu. Heidegger y la pregunta (1987)
- Espectros de Marx (1993)
- Políticas de la amistad (1994)
- Mal de archivo (1995)
- Cosmopolitas de todos los países, ¡un esfuerzo más! (cuatro. ediciones 1996)
- El Monolingüismo del otro o la prótesis de origen (1996)
- Adiós a Emmanuel Lévinas (1997):
- No escribo sin luz artificial (cuatro. ediciones 1999 y 2004, ed. de Mauricio Jalón)
- Estados de Ánimo del Psicoanálisis (2000):
- Tourner les mots (2000; con Safaa Fathy)
- La Universidad sin condición (2001)
- Fichus. Discurso de Frankfurt (2002):
- Béliers, Le dialogue ininterrompu: entre deux infinis, le poème (2003)
- Cada vez única, el fin del mundo, Valencia, Pre-Textos, 2005 (or. 2003).
- Apprendre à vivre enfin, Galilée, 2005. Aprender por fin a vivir, Amorrortu editores, 2006 (1.ª reimpr).
- Les yeux de la langue, L'Herne, 2005, y Galilée, 2011.
- L'animal que donc je suis, Galilée, 2006.
- La Bête et le Souverain, I, 2008, Seminario.
- La Bête et le Souverain, II, 2009, Seminario, años 2001-03.
- Demeure, Athènes, Galilée, 2009.
- Otobiografías, Amorrortu editores, 2009 (or., Otobiographies. L'enseignement de Nietzsche, 1984 y 2005).
- Pasiones, Amorrortu editores, 2011 (or. Passions, 1993.
- Khôrá, Amorrortu editores, 2011 (or., 1993).
- Salvo el nombre, Amorrortu editores, 2011 (or., Sauf le nom, 1993).
- El tocar, Jean Luc-Nancy, Amorrortu editores, 2011 (or., Le toucher. Jean Luc-Nancy, 2000).
- Politique et amitié,  Galilée, 2011.
- Histoire du mensonge, Galilée, 2012
- Perdonar. Lo imperdonable y lo imprescriptible, Avarigani, 2016
- Limited Inc, Santiago: Pólvora Editorial, 2018. (or., Limited Inc, París: Éditions Galilée, 1990)

## Documentales y películas
- Ghost Dance (1983)
- D'ailleurs, Derrida (1999, dirigido por Safaa Fathy)
- Derrida (2002)